# St. Laurentius (Purfing)

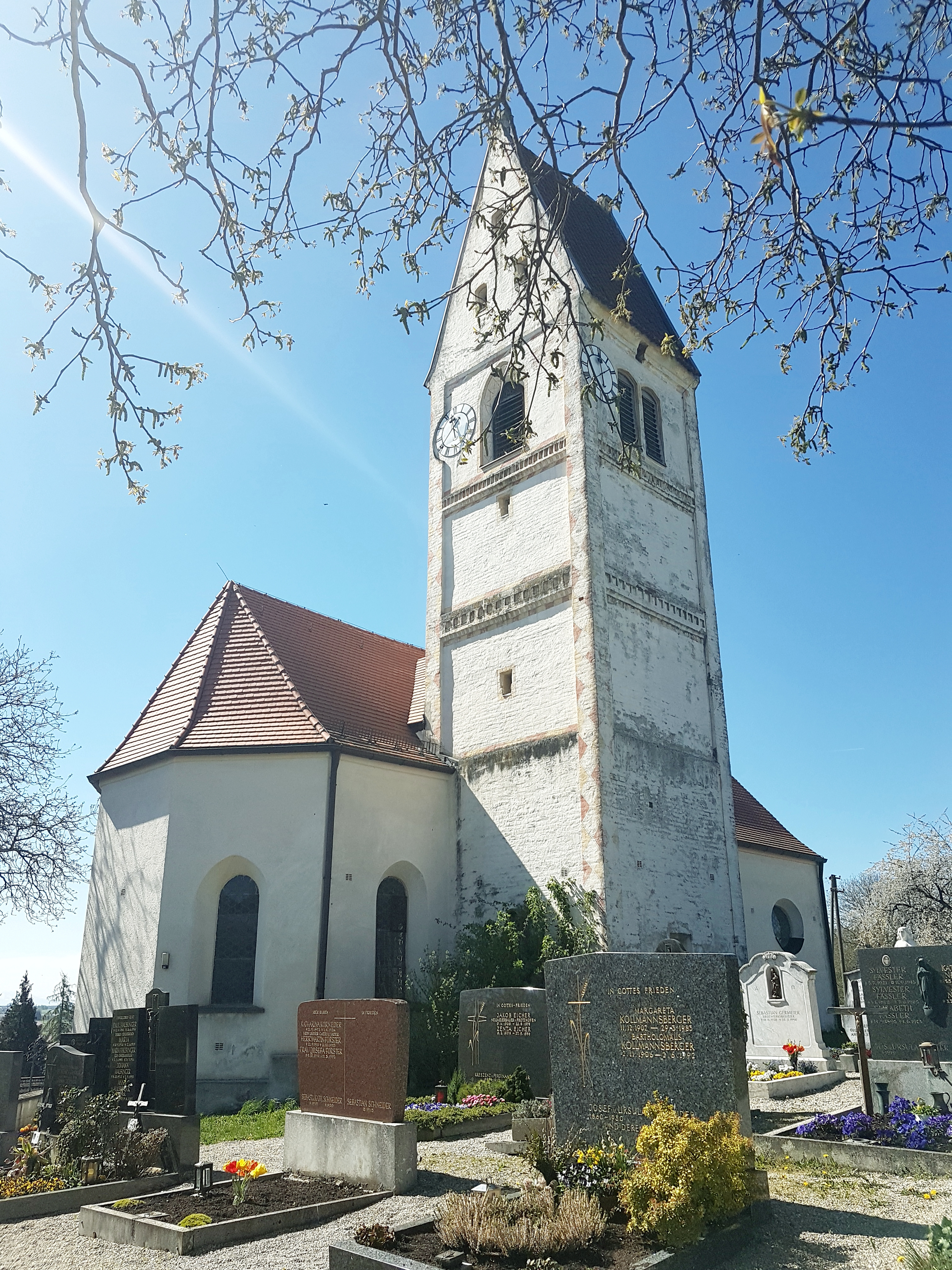
St. Laurentius in Purfing

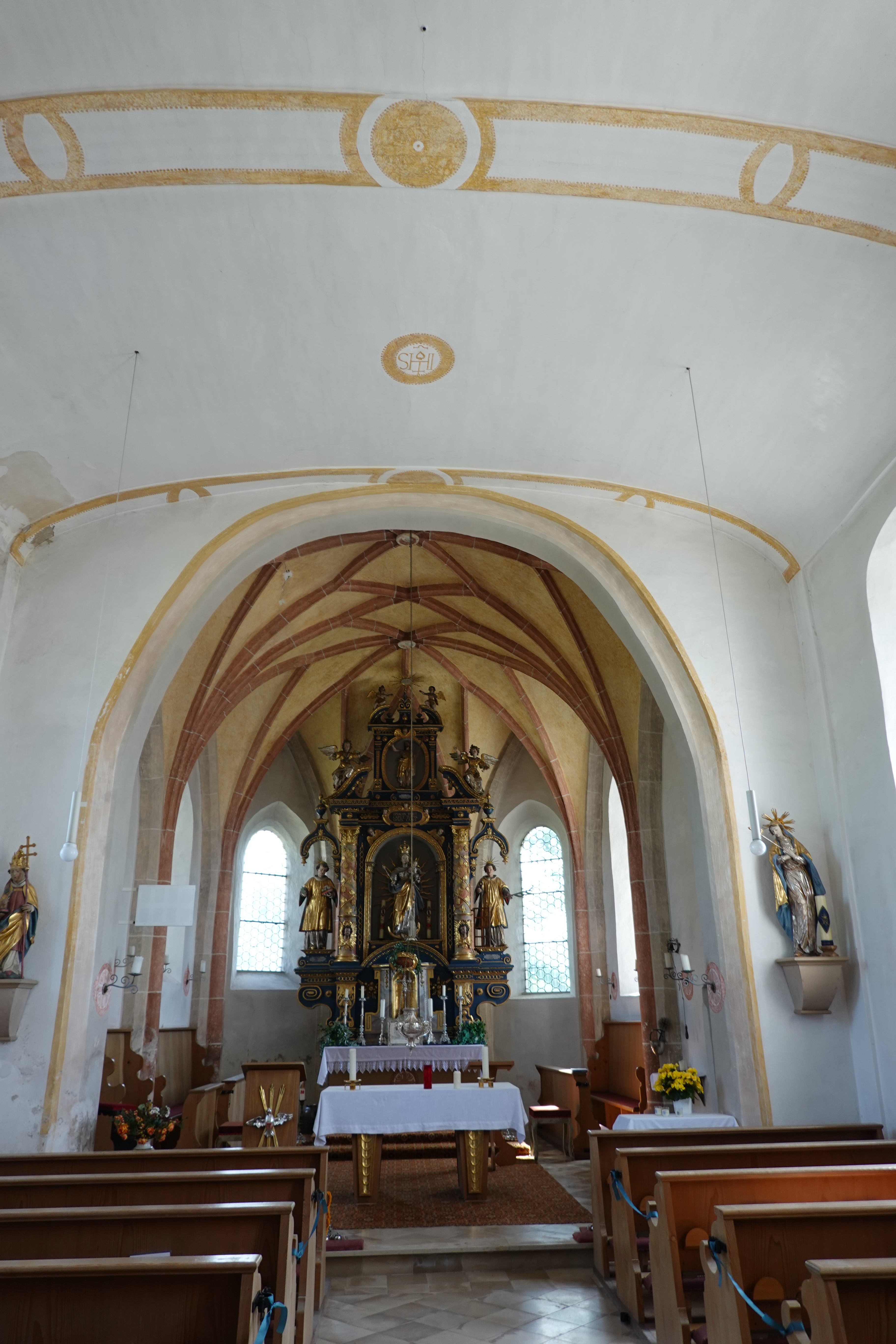
Innenansicht

Die römisch-katholische Filialkirche St. Laurentius steht in Purfing, einem Gemeindeteil von Vaterstetten im oberbayerischen Landkreis Ebersberg. Sie ist in der Liste der Baudenkmäler in Vaterstetten unter der Nr. D-D-1-75-132-9 eingetragen. Die Kirche gehört zum Pfarrverband Anzing-Forstinning im Dekanat Ebersberg des Erzbistums München und Freising.

## Geschichte
Das erstmals um 806/809 erwähnte Purfing ist der älteste Ort der heutigen Gemeinde Vaterstetten. Die Lage an einer Römerstraße sowie das im Spätmittelalter nachweisbare Patrozinium des Heiligen Laurentius von Rom, dessen Kult in Spätantike und Frühmittelalter verbreitet war, hat zu der nicht belegbaren Annahme geführt, dass es eine frühe römerzeitliche Besiedlung und Kirchengründung gegeben haben könnte. Die Ersterwähnung von „Purolfinga“ fällt jedenfalls in die Blütezeit der Eigenkirchengründungen im Freisinger Bistum (750–850). Hierzu passt die urkundliche Ersterwähnung der Kirche, wonach ein Priester die Eigenkirche an das Bistum Freising im Jahr 807/808 schenkte. Eine Bestätigung erfolgte 815 und wiederum 853. Archäologische Befunde zu diesem vermutlich hölzernen Kirchenbau sind nicht nachgewiesen.
In der ersten Kirchenbestandsaufnahme des Bistums Freising von 1315 wird die Purfinger Kirche als Filialkirche der Pfarrei „Aentzingen“ (Anzing) verzeichnet. Auch die Sunderndorfer Matrikel von 1524 führt die Kirche in „Burfing“ als eine der drei Pfarrfilialen neben Bwing (Poing) und Paltham (Baldham) an. In dieser Zeit wurden der noch heute existierende spätgotische Chor aus Backsteinen sowie das Netzgewölbe errichtet. Durch die Lage auf einer Anhöhe steht die Kirche überaus markant über dem Dorf. In der ersten kartographischen Landesaufnahme Bayerns von 1568 wird das Dorf Purfing durch eine Kirche mit Satteldach und spitzem Turm dargestellt.
1908 wurde bei Bauarbeiten ein unterirdischer Gang entdeckt, der vom Kirchberg nach unten führte. Vermutlich handelte es sich um einen Fluchtweg; eine Datierung ist nicht möglich. Der Gang wurde schließlich zugeschüttet. 1907, 1939/40 und 1966 (Chorbogeninschrift) erfolgten Restaurierungsarbeiten. 1978 wurden der Friedhofsweg und der Treppenaufgang angelegt, 1981/82 fand eine Außenrenovierung statt. Dabei wurde der nördlich am Chor angefügte, vierkantige Sattelturm ansprechend restauriert sowie das umlaufende Kassettenband und der Zackenfries neu gefasst. Senkrecht verlaufende, rotgelbe Rautenbänder an den Turmkanten beleben das Bild.

## Beschreibung
Das Langhaus weist drei Fensterachsen auf, der gotische Chor ein Joch und einen Dreiachtelschluss. Die Wanddienste setzen sich in den Rippen des Gewölbes fort und enden in einem Schlussstein. Es besteht eine Ähnlichkeit zum Gewölbe der Hinteregglburger Kirche des Münchener Werkmeisters Erhart Randeck. Das Gewölbe des Langhauses ist neuzeitlich. Der Eingang an der Südseite hat eine Holztüre mit sternförmigem Muster vom Anfang des 19. Jahrhunderts. Die Sakristei wurde südlich am Chorraum angebaut. Der beherrschende Mittelpunkt des Innenraums ist der Hochaltar aus dem 17. Jahrhundert in hochbarocker Art mit einer Mondsichelmadonna mit Jesu-Kind als kraftvolles Zentrum, um die sich ein Drache schlingt. Rechts von ihr steht eine Holzfigur des Hl. Stephanus mit Palmzweig, Buch und Steinen, links der Kirchenpatron Laurentius mit Palmzweig und einem Rost als Attribut. Rechts vom Chorbogen befindet sich eine Mater Dolorosa des 18. Jahrhunderts, links eine auf ca. 1520 datierbare Schnitzfigur des Hl. Silvester. Drei aus Purfing stammende Heiligenfiguren (Christophorus, Silvester, Margareth), die zum ehemaligen linken Seitenaltar gehörten, wurden 1966 entfernt und sind heute im Landshuter Saal des Diözesanmuseums in Freising ausgestellt. Die um 1520 angefertigten Holzfiguren stammen aus dem Umkreis des Meisters von Rabenden. Eine erste detaillierte Kirchenbeschreibung ist von 1740 überliefert, eine weitere von 1880. 1845 wurde eine Orgel mit fünf Registern erworben, 1883 erhielt die Kirche drei Glocken aus der Pfarrkirche in Anzing.